# Дос Сантос Нунес, Жуан
Жуан Дос Сантос Нунес (порт.-браз. Joan dos Santos Nunes, род. 4 июля 1976, Натал), более известный как Жуан или Жоан — бразильский игрок в мини-футбол. Выступал за сборную Бразилии по мини-футболу.

## Биография
Жуан начинал карьеру в бразильских мини-футбольных клубах, также отметился игрой за футбольный «Сантос». Сменил множество клубов, за что получил прозвище «Цыган». Вызывался в сборную Бразилии, стал в её составе серебряным призёром чемпионата мира 2000 года.
В 2002 году перебрался в российский чемпионат, став игроком московского «Динамо». Выиграв с ним чемпионат России, на один сезон перешёл в московский «Спартак». Причина тому — новый испанский тренер «Динамо», который пригласил в клуб своих соотечественников, вытеснив бразильца из-за лимита на легионеров. Однако, выиграв с красно-белыми Суперкубок России, Жоан вернулся в «Динамо». За следующие годы, проведённые в составе динамовцев, он стал пятикратным чемпионом страны, трёхкратным обладателем Кубка России и обладателем Кубка УЕФА по мини-футболу сезона 2006-2007.
Летом 2009 года подписал контракт с грузинским клубом «Иберия 2003», однако уже в начале следующего года вернулся в российское первенство, став игроком новосибирского «Сибиряка».
В 2012—2016 годах выступал за алма-атинский «Кайрат».
В январе 2016 года перед началом сезона в Бразилии Жоан принял решение сменить мини-футбол на большой футбол, подписав контракт с футбольным клубом «Алекрин», при этом отклонив предложение «Сибиряка» о возвращении в клуб, а также неназванного чешского клуба. Однако уже в феврале 2016 после повторного предложения президента клуба всё же перешёл в «Сибиряк», в котором провёл ещё 3 сезона.
Перед сезоном 2019/20 пополнил ряды «Ухты», однако покинул клуб уже в зимнее трансферное окно, перейдя в клуб Высшей лиги «Газпром-Бурение» из подмосковного Щёлково, где провёл остаток сезона и заработал бронзовые медали первенства.
В августе 2023 года Жоан был приглашен в состав футзального клуба «Динамо» (Москва) для участия в Межконтинентальном кубке по футзалу FIFUSA, проходившем в Бразилии в городе Маринга.. Клуб занял пятое место в турнире, остановившись на групповом этапе. 
В феврале 2024 года Жоан в возрасте 47 лет объявил о возвращении в футзал, подписав контракт с клубом «Америка» из его родного города Натал, штат Риу-Гранди-ду-Норти. Команда выступает в чемпионате штата (порт. Campeonato Potiguar), а также во вновь образованном чемпионате Бразилии по мини-футболу, организованном Конфедерацией мини-футбола Бразилии. По итогам сезона 2024 клуб вышел в четвертьфинал национального турнира, а также выиграл чемпионат штата и Кубок Артура Феррейры. По окончании турнира Жоан объявил об окончательном завершении карьеры.
В родном городе Натал Жоан основал детскую академию футбола «Joan Futebol Center», команды которой участвуют и побеждают в различных турнирах на уровне штата и страны.

## Достижения
- Серебряный призёр чемпионата мира по мини-футболу: 2000
- Обладатель Кубка УЕФА по мини-футболу (3): 2006-2007, 2012-2013, 2014-2015
- Обладатель Межконтинентального кубка по мини-футболу (1): 2014
- Чемпион России (5): 2003, 2005, 2006, 2007, 2008
- Обладатель Кубка России по мини-футболу (3): 2003, 2008, 2009
- Обладатель Суперкубка России по мини-футболу: 2003
- Чемпион Казахстана (2): 2013, 2014, 2015
- Чемпион штата Риу-Гранди-ду-Норти (1): 2024
- Обладатель Кубка Артура Феррейры (1): 2024

Личные:
- Лучший игрок чемпионата России: 2004/05
- Лучший игрок чемпионата Казахстана: 2013/14